# غابرييل سوزان دي فيلنوف
غابرييل سوزان باربو دي فيلنوف ولدت 28 نوفمبر 1685 وتوفت 29 ديسمبر 1755 وهي روائية فرنسية متأثرة بمدام دولنوي وتشارلز بيرولت والعديد من الكتاب المتميزين .  اشتهرت فيلنوف بشكل خاص بقصتها الأصلية الجميلة و الوحش، و نُشرت عام 1740 وهي أقدم نسخة معروفة من الحكاية الخيالية الجميلة والوحش .